# 圣欧班勒韦尔蒂厄
圣欧班勒韦尔蒂厄（法語：Saint-Aubin-le-Vertueux，法語發音：[sɛ̃.t‿obɛ̃ lə vɛʁtɥø]）是法国厄尔省的一个旧市镇，位于该省西部，属于贝尔奈区。2019年，圣欧班勒韦尔蒂厄与临近的2个市镇合并为新市镇乌什地区特雷桑，圣欧班勒韦尔蒂厄为新市镇行政中心。

## 地理
圣欧班勒韦尔蒂厄（49°3'2"N, 0°36'22"E）面积15.12 平方千米，位于法国诺曼底大区厄尔省，该省份为法国北部内陆省份，北起滨海塞纳省，西接奧恩省和卡爾瓦多斯省，南至厄尔-卢瓦省，东临瓦兹省、瓦兹河谷省和伊夫林省。
与圣欧班勒韦尔蒂厄接壤的市镇（或旧市镇、城区）包括：貝爾奈、圣克莱尔达尔塞、乌什地区梅尼勒、费里耶尔圣伊莱尔、圣康坦德西勒。
圣欧班勒韦尔蒂厄的时区为UTC+01:00、UTC+02:00（夏令时）。

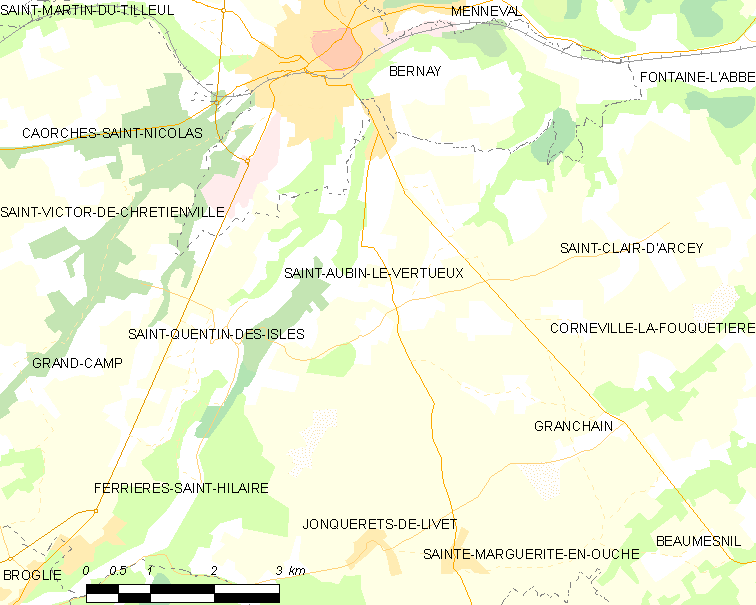
圣欧班勒韦尔蒂厄的OSM定位图

## 行政
圣欧班勒韦尔蒂厄的邮政编码为27300，INSEE市镇编码为27516。

## 政治
圣欧班勒韦尔蒂厄所属的省级选区为贝尔奈县。

## 人口

1962-2008年间圣欧班勒韦尔蒂厄人口变化图示

圣欧班勒韦尔蒂厄于2018年1月1日时的人口数量为857人。